# Symplecta (Psiloconopa) fausta
Symplecta (Psiloconopa) fausta is een tweevleugelige uit de familie steltmuggen (Limoniidae). De soort komt voor in het Oriëntaals gebied.